# Kalk
 For alternative betydninger, se Kalk (flertydig). (Se også artikler, som begynder med Kalk)
Kalk er en fællesbetegnelse for en række calcium-holdige stoffer, bl.a. brændt kalk og læsket kalk, foruden alle former for uorganisk eller organisk udfældet calciumcarbonat. Uorganisk udfældet kalk, som er langt sjældnere end organisk udfældet kalk, omfatter både kildekalk dannet i naturen og kedelsten dannet i forbindelse med kogning eller anden håndtering af vand med opløst kalk. Betegnelsen kalk anvendes ofte som synonym for naturligt forekommende kalksten, som langt overvejende er organisk udfældet, herunder almindelige danske kalkbjergarter som skrivekridt, bryozokalk og koralkalk. Kalk består hovedsagelig af mineralerne calcit og aragonit og er på verdensplan et vigtigt råstof. I Danmark indvindes årligt ca. 3 mio tons kalk, som især anvendes som jordbrugskalk, til cementproduktion, kalkmørtel og som fyld i papir.